# Debila
Debila est une commune de la wilaya d'El Oued, dans l'Est de l'Algérie.

## Géographie

### Situation
Le territoire de la commune de Debila est situé au centre de la wilaya.
| Sidi Aoun         | Magrane                     | Hassi Khalifa |
| Sidi Aoun         | Debila                      | Trifaoui      |
| Hassani Abdelkrim | Hassani Abdelkrim, Trifaoui | Trifaoui      |

### Localités de la commune
La commune de Debila est composée de six localités :
- Akfadou ;
- Chenaïba ;
- Debila ;
- Djamaa Mida ;
- Djedeïda ;
- Drimini.